# Zesdaagse van Apeldoorn
De Zesdaagse van Apeldoorn is een wielerwedstrijd die van 18 tot en met 24 december 2009 verreden werd in Omnisport Apeldoorn. De zesdaagse werd gereden met ploegen van drie renners.
Begin november 2010 liet organisator Libéma Profcycling weten dat de tweede editie, die tussen 13 en 18 december gepland stond, geen doorgang zou vinden in verband met het wereldkampioenschap baanwielrennen dat in maart 2011 in Apeldoorn plaatsvond.

## Lijst van winnaars
| jaar | koppel                                      |
| ---- | ------------------------------------------- |
| 2009 | Léon van Bon, Pim Ligthart en Robert Bartko |
| 2010 | niet gehouden                               |